# Elis Essen-Möller
Gustaf Elis Essen-Möller, född 17 februari 1870 i Jönköping, död 24 november 1956, var en svensk läkare. Han var far till Erik Essen-Möller.

## Biografi
Essen-Möller avlade studentexamen 1888 i Göteborg och studerade därefter i Lund, där han blev filosofie kandidat 1890, medicine kandidat 1895, medicine licentiat 1898 och medicine doktor 1900 på avhandlingen Studien über die Ætiologie des Uterusmyoms. Han var docent i obstetrik och gynekologi 1899-1901 varunder han 1900-1901 uppehöll professur i dessa ämnen, och var 1901-1935 ordinarie professor och överläkare vid Lunds lasaretts obstetrisk-gynekologiska avdelning. Åren 1899-1908 var han även lärare vid undervisningsanstalten för barnmorskor i Lund. Det var till största delen hans förtjänst, att där 1918 den första fullständiga kvinnokliniken i Sverige kunde inrättas med 108 sängar, en klinik där det även fanns goda möjligheter till klinisk utbildning av blivande läkare.
Essen-Möller var framstående såväl som kliniker, lärare och vetenskaplig författare. Utöver ovannämnd avhandling kan bland hans många skrifter framhållas arbeten om druvbörden, om eklampsi, om kejsarsnitt och om placenta praevia. År 1922 förespråkade han tvångssterilisering av "undermåliga individer". Essen-Möller blev 1902 ledamot av Fysiografiska sällskapet i Lund och var även medlem av flera utländska läkarsällskap.
Han är begravd på Norra kyrkogården i Lund.

## Fotogalleri

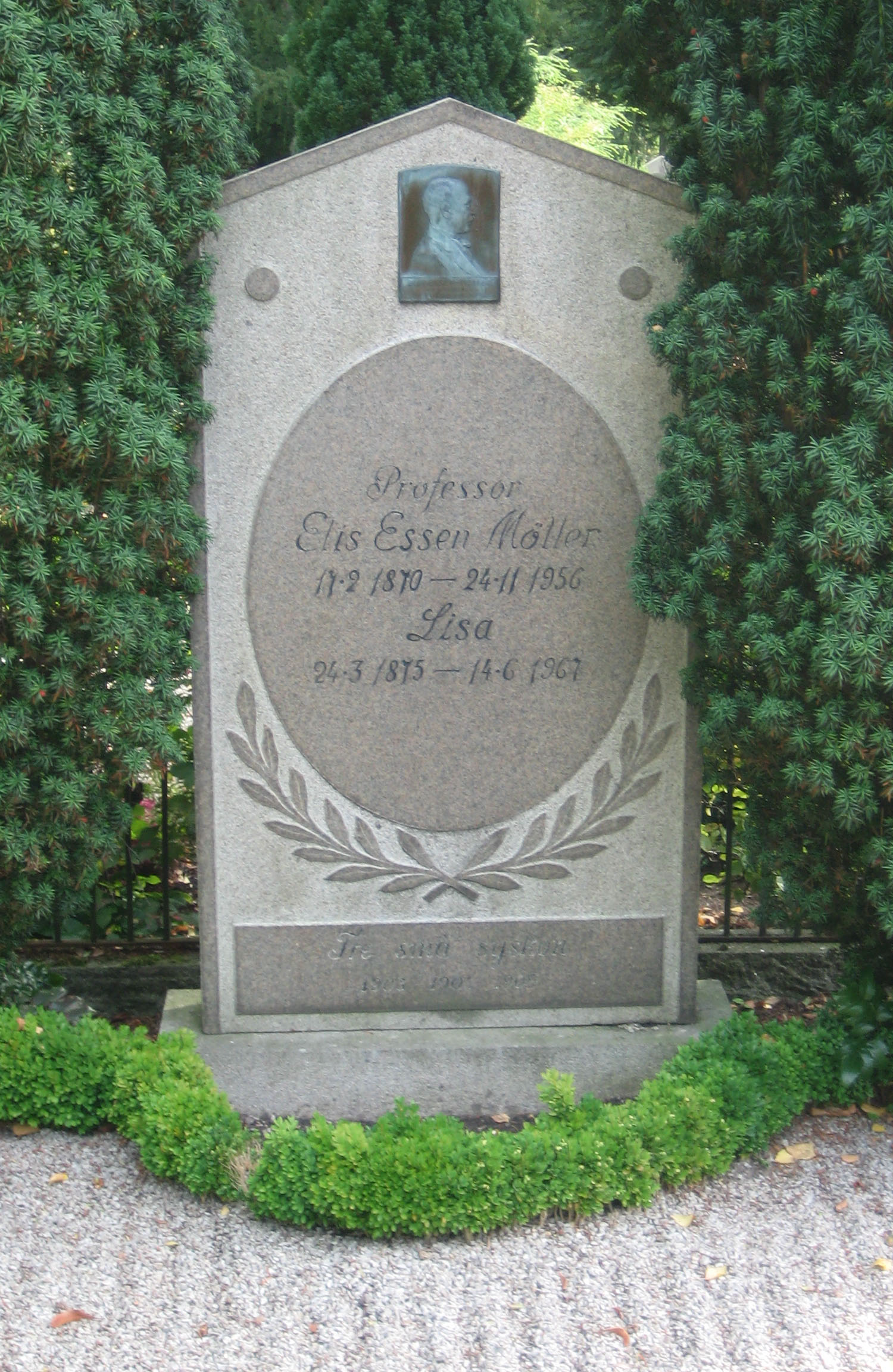
Elis Essen-Möllers gravsten
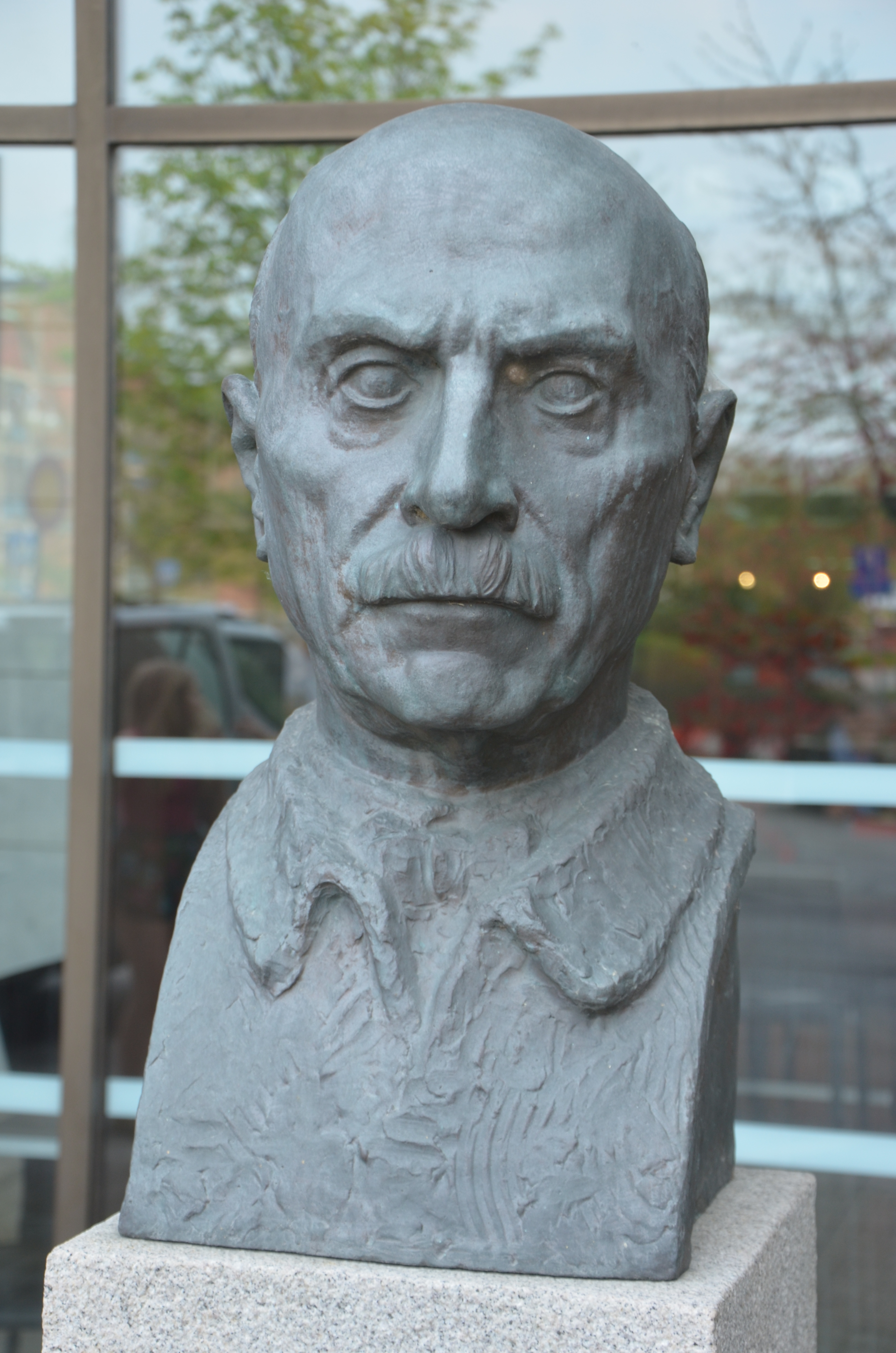
Byst av Elis Essen-Möller utanför Lunds Universitetssjukhus